# Ehsan Lašgarí
Ehsan Náser Lašgarí (* 30. srpna 1985) je íránský zápasník-volnostylař, bronzový olympijský medailista z roku 2012.

## Sportovní kariéra
Přípravoval se v Kazvínu pod vedením Rezy Lajega (رضا لایق). V íránské volnostylařské reprezentaci se pohyboval od roku 2009 ve váze do 84 kg. V roce 2012 získal prvním místem na asijské olympijské kvalifikaci v Astaně účast na olympijských hrách v Londýně, kterou později potvrdil v íránské nominaci před Ehsanem Amíním. Do Londýna přijel výborně připravený, ve čtvrtfinále porazil favorizovaného ruského Kabarďana Anzora Uryševa 2:0 na sety. V semifinále však prohrál s reprezentantem Ázerbájdžánu Šarifem Šarifovem těsně 1:2 na sety. V souboji o třetí místo nastoupil proti Turkovi İbrahimu Bölükbaşıovi. Napínavý první set vyhrál 3:2 na technické body, když v závěrečných sekundách svého soupeře porazil na zem za 1 bod. Druhý set byl již zcela v jeho režii a po vítězství 2:0 na sety získal bronzovou olympijskou medaili. V roce 2014 utrpěl vážné zranění kolene, které ho vyřadilo na několik měsíců z přípravy. V roce 2016 prohrál nominaci na olympijské hry v Riu s Alírezou Karímím. Vzápětí ukončil sportovní kariéru. Věnuje se trenérské práci.

## Výsledky
| Turnaj            | 2009 | 2010 | 2011 | 2012 | 2013 | 2014 | 2015 | 2016 |
| Turnaj            | 24   | 25   | 26   | 27   | 28   | 29   | 30   | 31   |
| Turnaj            | -84  | -84  | -84  | -84  | -84  | -86  | -86  | -86  |
| ----------------- | ---- | ---- | ---- | ---- | ---- | ---- | ---- | ---- |
| Olympijské hry    |      |      |      | 3.   |      |      |      | —    |
| Mistrovství světa | —    | úč.  | —    |      | 3.   | —    | —    |      |
| Asijské hry       |      | —    |      |      |      | —    |      |      |
| Mistrovství Asie  | 1.   | 1.   | —    | 1.   | —    | —    | —    | 1.   |